# Guraleus flaccidus
Guraleus flaccidus é uma espécie de gastrópode do gênero Guraleus, pertencente a família Mangeliidae.